# Дубки (заповідне урочище)
Дубки — заповідне урочище місцевого значення. Об'єкт розташований на території Снятинського району Івано-Франківської області, Заболотівське лісництво, квартал 19, виділи 16, 17, 19, 20—22; квартал 21, виділ 2.
Площа — 11,2000 га, статус отриманий у 1993 році.